# Václav Šimeček
Václav Šimeček (29. června 1926 Soběslav – 21. července 1988 Soběslav) byl český akademický malíř, grafik a výtvarník.

## Život
Narodil se 29. června 1926 v Soběslavi. Vyučil se u svého otce jako lakýrník, písmomalíř a pozlačovač. Později v Táboře soukromě studoval u Víta Skály a Ladislava Touska. Byl studentem Vysoké školy uměleckoprůmyslové v Praze, avšak následně byl přinucen k odchodu.
Po svém vyhození se začal vzdělávat sám, a tak to mu zůstalo po celý jeho život. Ve svých obrazech se často inspiroval rodnou Soběslaví. Byl autorem původního loga Jihočeského klubu sběratelů.
Zemřel 21. července roku 1988 v Soběslavi. Bylo mu 62 let.